# Liste des maires de Balan (Ain)
Pour les articles homonymes, voir Balan.

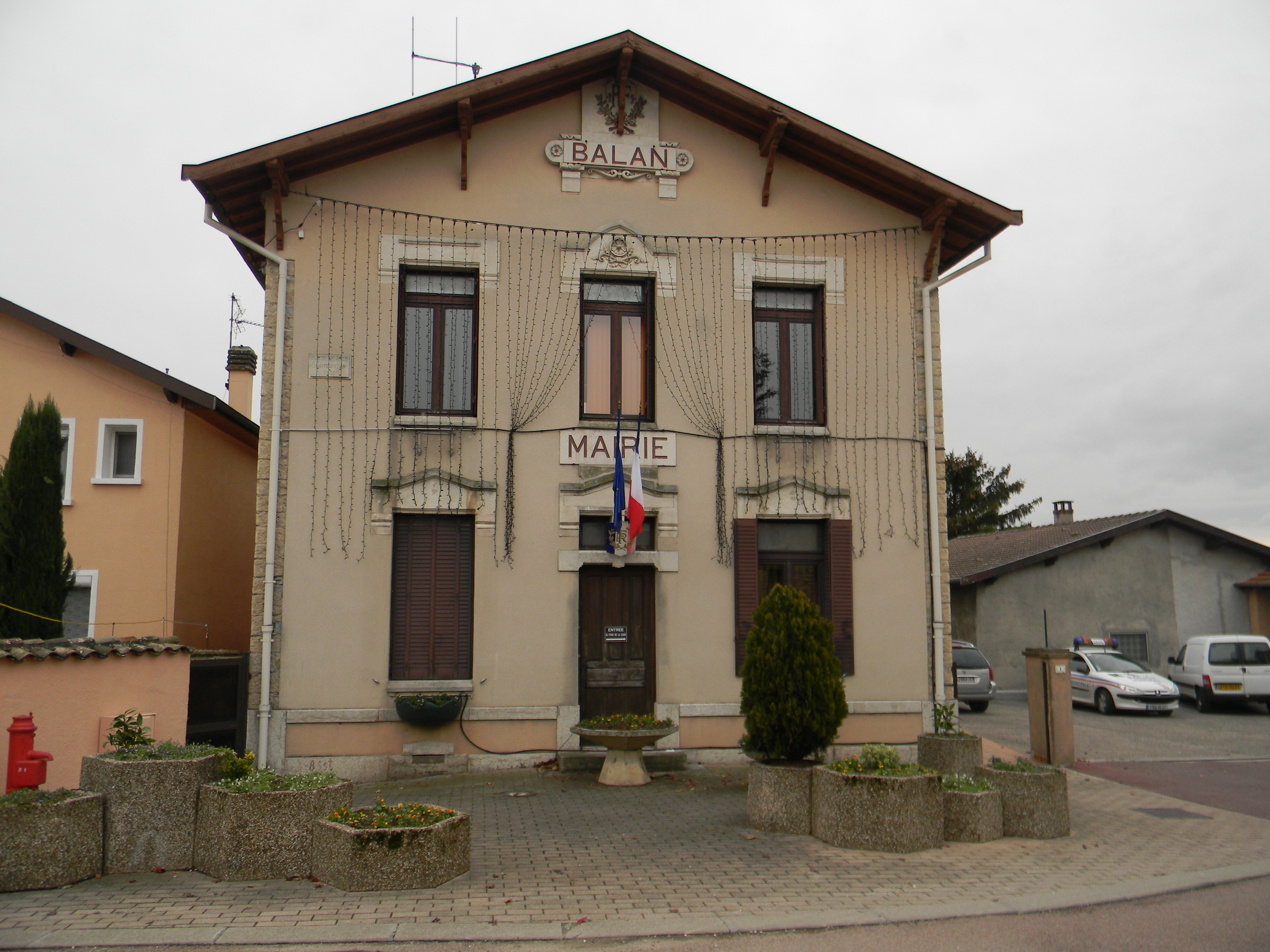
La mairie de Balan en décembre 2012.

La liste des maires de Balan présente la liste des maires de la commune de Balan, dans l'Ain.

## Liste des maires successifs depuis 1792
| Période          | Période          | Identité                           | Étiquette | Qualité                                                            |
| ---------------- | ---------------- | ---------------------------------- | --------- | ------------------------------------------------------------------ |
| 27 décembre 1792 | 1796             | Jean Gayot                         |           |                                                                    |
| 1796             | 1798             | Claude Bernard                     |           | agent municipal                                                    |
| 1798             | 1803             | Jean Baptiste Appert               |           | agent municipal (1798-1800), puis maire                            |
| 1803             | 1806             | Jean Vilan                         |           |                                                                    |
| 1806             | août 1821        | Benoît Janin                       |           |                                                                    |
| août 1821        | janvier 1831     | Claude Gelas                       |           |                                                                    |
| janvier 1831     | août 1848        | Christophe Crochet                 |           |                                                                    |
| août 1848        | 28 mai 1864      | Louis Sauvage de Saint-Marc        |           |                                                                    |
| 28 mai 1864      | 12 août 1870     | Antoine Gelas                      |           |                                                                    |
| 12 août 1870     | 27 janvier 1875  | Claude Guyot                       |           |                                                                    |
| 27 janvier 1875  | 14 mai 1876      | François Bernard                   |           | Démissionnaire.                                                    |
| 28 mai 1876      | 29 juillet 1877  | Jean-Claude Merlin (I)             |           | Arrêt du mandat à la suite de la dissolution du conseil municipal. |
| 29 juillet 1877  | 21 janvier 1878  | Jacob Zimmermann (I)               |           |                                                                    |
| 21 janvier 1878  | 19 avril 1883    | Jean-Claude Merlin (II)            |           |                                                                    |
| 19 avril 1883    | 18 mai 1884      | Jacob Zimmermann (II)              |           |                                                                    |
| 18 mai 1884      | 20 mai 1888      | Gustave Tavan                      |           |                                                                    |
| 20 mai 1888      | 23 octobre 1898  | Gustave Sauvage de Saint-Marc (I)  |           |                                                                    |
| 23 octobre 1898  | 20 mai 1900      | Jean-Claude Nique (I)              |           |                                                                    |
| 20 mai 1900      | 18 janvier 1903  | Gustave Sauvage de Saint-Marc (II) |           |                                                                    |
| 18 janvier 1903  | 10 décembre 1919 | Jean-Claude Merlin (III)           |           |                                                                    |
| 10 décembre 1919 | 17 mai 1925      | Jean-Claude Nique (II)             |           |                                                                    |
| 17 mai 1925      | 4 février 1945   | Claudius Catin                     |           |                                                                    |
| 4 février 1945   | 18 mai 1945      | Lucien Brugier (I)                 |           | Nomination préfectorale.                                           |
| 18 mai 1945      | 10 mai 1953      | Lucien Brugier (II)                |           |                                                                    |
| 10 mai 1953      | 14 août 1969     | Joannes Anselme                    |           | Décès en cours de mandat.                                          |
| 3 octobre 1969   | 15 mars 1983     | Georges Bouvier                    |           |                                                                    |
| 15 mars 1983     | mars 2014        | Bernard Gloriod                    |           | Né en 1919 et décédé en 2019                                       |
| mars 2014        | mai 2020         | Gérard Bouvier                     |           |                                                                    |
| mai 2020         |                  | Patrick Meant                      |           | Cadre de gestion                                                   |

## Pour approfondir